# Ronde van Zwitserland 2023 (vrouwen)
De zevende editie van de Ronde van Zwitserland voor vrouwen werd verreden van 17 tot en met 20 juni 2023. De wedstrijd bestond uit vier etappes, waaronder een tijdrit, en was onderdeel van de UCI Women's World Tour 2023. De Nederlandse Lucinda Brand werd op de erelijst opgevolgd door de Zwitserse Marlen Reusser, die de tijdrit won en erna de leiding niet meer afstond. Haar ploeggenotes Kata Blanka Vas en Niamh Fisher-Black wonnen elk een etappe en de laatste won ook het jongerenklassement.

## Deelnemende ploegen
Elf van de vijftien UCI Women's World Tour-ploegen van dit seizoen namen deel, aangevuld met zeven continentale teams met elk zes rensters, uitgezonderd Coop-Hitec Products en Movistar die met vijf rensters aan de start verschenen, wat het aantal deelneemsters op 106 bracht.
| UCI World Tour teams | Overige teams |
| --- | --- |
| Canyon-SRAM DSM Fenix-Deceuninck Israel Premier Tech Roland Jayco AlUla Liv Racing Xstra Movistar Team Jumbo-Visma Team SD Worx Trek-Segafredo UAE Team ADQ | Arkéa Born To Win G20 Ambedo Cofidis Coop-Hitec Products Maxx-Solar Rose Stade Rochelais Charente-Maritime Team Grand Est-Komugi-La Fabrique WCC Team |

## Klassementenverloop
| Etappe      | Winnaar             | Algemeen klassement | Puntenklassement | Bergklassement | Jongerenklassement  | Ploegenklassement |
| ----------- | ------------------- | ------------------- | ---------------- | -------------- | ------------------- | ----------------- |
| 1           | Kata Blanka Vas     | Kata Blanka Vas     | Kata Blanka Vas  | Elise Chabbey  | Kata Blanka Vas     | Team SD Worx      |
| 2           | Marlen Reusser      | Marlen Reusser      | Marlen Reusser   | Elise Chabbey  | Ruby Roseman-Gannon | Trek-Segafredo    |
| 3           | Eleonora Gasparrini | Marlen Reusser      | Kata Blanka Vas  | Elise Chabbey  | Victoire Berteau    | Team SD Worx      |
| 4           | Niamh Fisher-Black  | Marlen Reusser      | Marlen Reusser   | Elise Chabbey  | Niamh Fisher-Black  | Team SD Worx      |
|             |                     |                     |                  |                |                     |                   |
| Eindstanden | Eindstanden         | Marlen Reusser      | Marlen Reusser   | Elise Chabbey  | Niamh Fisher-Black  | Team SD Worx      |

Mannen: 1933 · 1934 · 1935 · 1936 · 1937 · 1938 · 1939 · 1940 · 1941 · 1942 · 1943 · 1944 · 1945 · 1946 · 1947 · 1948 · 1949 · 1950 · 1951 · 1952 · 1953 · 1954 · 1955 · 1956 · 1957 · 1958 · 1959 · 1960 · 1961 · 1962 · 1963 · 1964 · 1965 · 1966 · 1967 · 1968 · 1969 · 1970 · 1971 · 1972 · 1973 · 1974 · 1975 · 1976 · 1977 · 1978 · 1979 · 1980 · 1981 · 1982 · 1983 · 1984 · 1985 · 1986 · 1987 · 1988 · 1989 · 1990 · 1991 · 1992 · 1993 · 1994 · 1995 · 1996 · 1997 · 1998 · 1999 · 2000 · 2001 · 2002 · 2003 · 2004 · 2005 · 2006 · 2007 · 2008 · 2009 · 2010 · 2011 · 2012 · 2013 · 2014 · 2015 · 2016 · 2017 · 2018 · 2019 · 2020 · 2021 · 2022 · 2023 · 2024 · 2025
Vrouwen: 1998 · 1999 · 2000 · 2001 · 2002-2020 · 2021 · 2022 · 2023 · 2024 · 2025
Tour Down Under ·
Cadel Evans Great Ocean Road Race ·
Ronde van de Verenigde Arabische Emiraten ·
Omloop Het Nieuwsblad ·
Strade Bianche ·
Ronde van Drenthe ·
Trofeo Alfredo Binda-Comune di Cittiglio ·
Brugge-De Panne ·
Gent-Wevelgem ·
Ronde van Vlaanderen ·
Parijs-Roubaix ·
Amstel Gold Race ·
Waalse Pijl ·
Luik-Bastenaken-Luik ·
La Vuelta España Femenina ·
Itzulia Women ·
Ronde van Burgos ·
RideLondon Classic ·
Ronde van Zwitserland ·
Giro Donne ·
Tour de France Femmes ·
Ronde van Scandinavië ·
GP de Plouay-Bretagne ·
Simac Ladies Tour ·
Ronde van Romandië ·
Ronde van Chongming ·
Ronde van Guangxi
Afgelaste wedstrijden: The Women's Tour ·
Postnord Vårgårda WestSweden